# Křižanovice (okres Vyškov)
Křižanovice (jinak také Křižanovice u Bučovic) jsou obec v okrese Vyškov v Jihomoravském kraji, 5 km západně od Bučovic. Žije zde 870 obyvatel.

## Historie
První písemná zmínka o obci pochází z roku 1131. Krátce před bitvou u Slavkova, ze soboty na neděli zde přespal ruský car Alexandr I. a rakouský císař František I. Zatímco rakouský císař přespal na faře, ruský car přespal na statku č.7, kde rozdal mnoho dukátů a k večeři si prý poručil 30 vajec na tvrdo.

## Obyvatelstvo

### Struktura
V obci k počátku roku 2016 žilo celkem 792 obyvatel. Z nich bylo 407 mužů a 385 žen. Průměrný věk obyvatel obce dosahoval 41 let. Dle Sčítání lidu, domů a bytů, provedeného v roce 2011, žilo v obci 754 lidí. Nejvíce z nich bylo (15,9 %) obyvatel ve věku od 30 do 39 let. Děti do 14 let věku tvořily 13,8 % obyvatel a senioři nad 70 let úhrnem 6,5 %. Z celkem 650 občanů obce starších 15 let mělo vzdělání 38,8 % střední vč. vyučení (bez maturity). Počet vysokoškoláků dosahoval 7,2 % a bez vzdělání bylo naopak 0,2 % obyvatel. Z cenzu dále vyplývá, že ve městě žilo 404 ekonomicky aktivních občanů. Celkem 91,6 % z nich se řadilo mezi zaměstnané, z nichž 74,3 % patřilo mezi zaměstnance, 2,2 % k zaměstnavatelům a zbytek pracoval na vlastní účet. Oproti tomu celých 44,2 % občanů nebylo ekonomicky aktivní (to jsou například nepracující důchodci či žáci, studenti nebo učni) a zbytek svou ekonomickou aktivitu uvést nechtěl. Úhrnem 332 obyvatel obce (což je 44 %), se hlásilo k české národnosti. Dále 220 obyvatel bylo Moravanů a 1 Slováků. Celých 342 obyvatel obce však svou národnost neuvedlo.
Vývoj počtu obyvatel za celou obec i za jeho jednotlivé části uvádí tabulka níže, ve které se zobrazuje i příslušnost jednotlivých částí k obci či následné odtržení.
| Místní části   | Místní části     | 1869 | 1880 | 1890 | 1900 | 1910 | 1921 | 1930 | 1950 | 1961 | 1970 | 1980 | 1991 | 2001 | 2011 |
| -------------- | ---------------- | ---- | ---- | ---- | ---- | ---- | ---- | ---- | ---- | ---- | ---- | ---- | ---- | ---- | ---- |
| Počet obyvatel | část Křižanovice | 477  | 548  | 554  | 526  | 611  | 698  | 742  | 701  | 750  | 741  | 768  | 709  | 709  | 754  |
| Počet domů     | část Křižanovice | 91   | 105  | 108  | 110  | 135  | 139  | 169  | 187  | 185  | 194  | 208  | 234  | 234  | 250  |

## Pamětihodnosti
- Farní kostel Nanebevzetí Panny Marie z 18. století
- Boží muka „Isidorek“, u kostela
- Pomník Františky Škodové na hřbitově
- Socha sv. Jana Nepomuckého

## Galerie

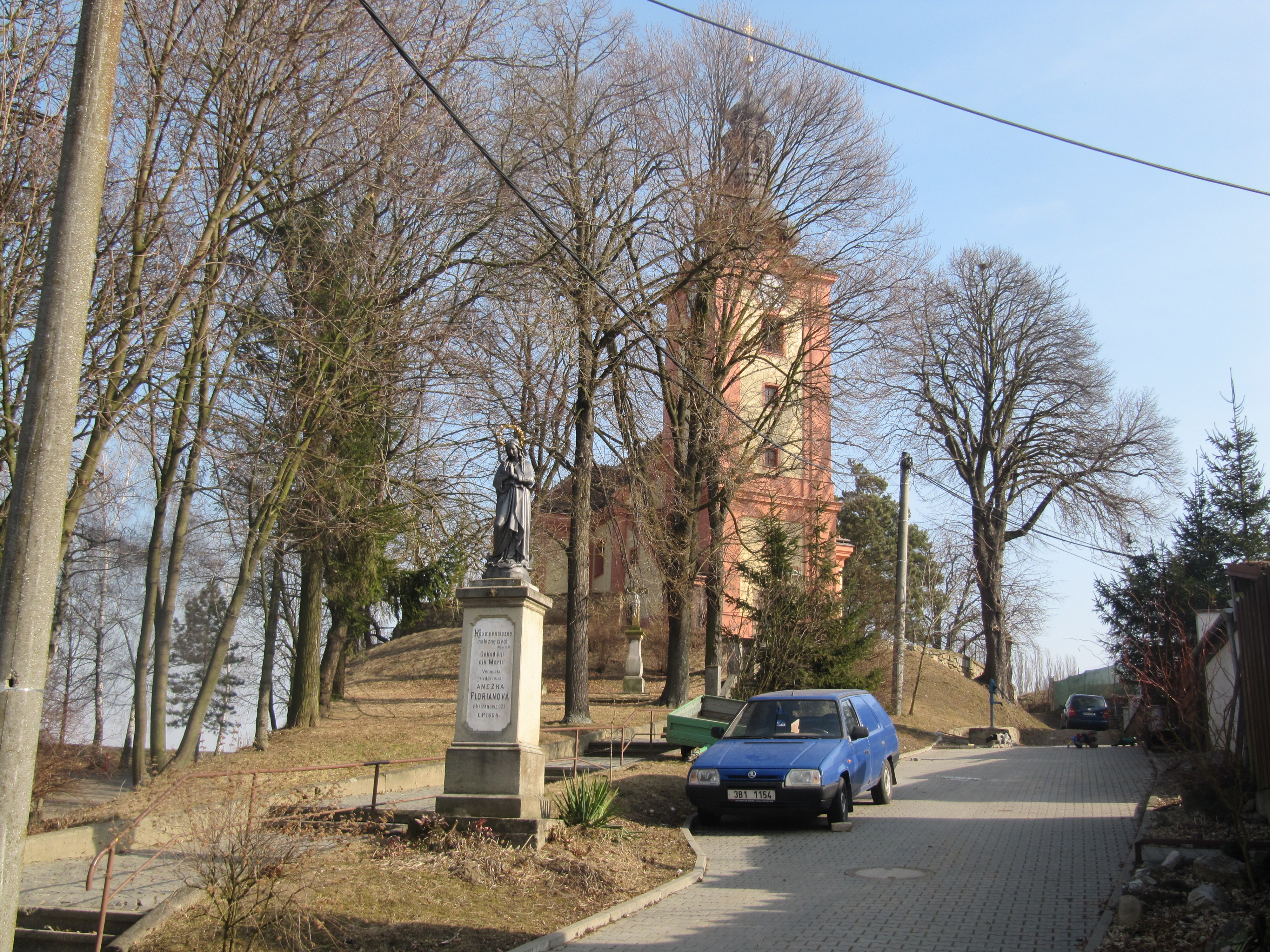
Kostel Nanebevzetí Panny Marie
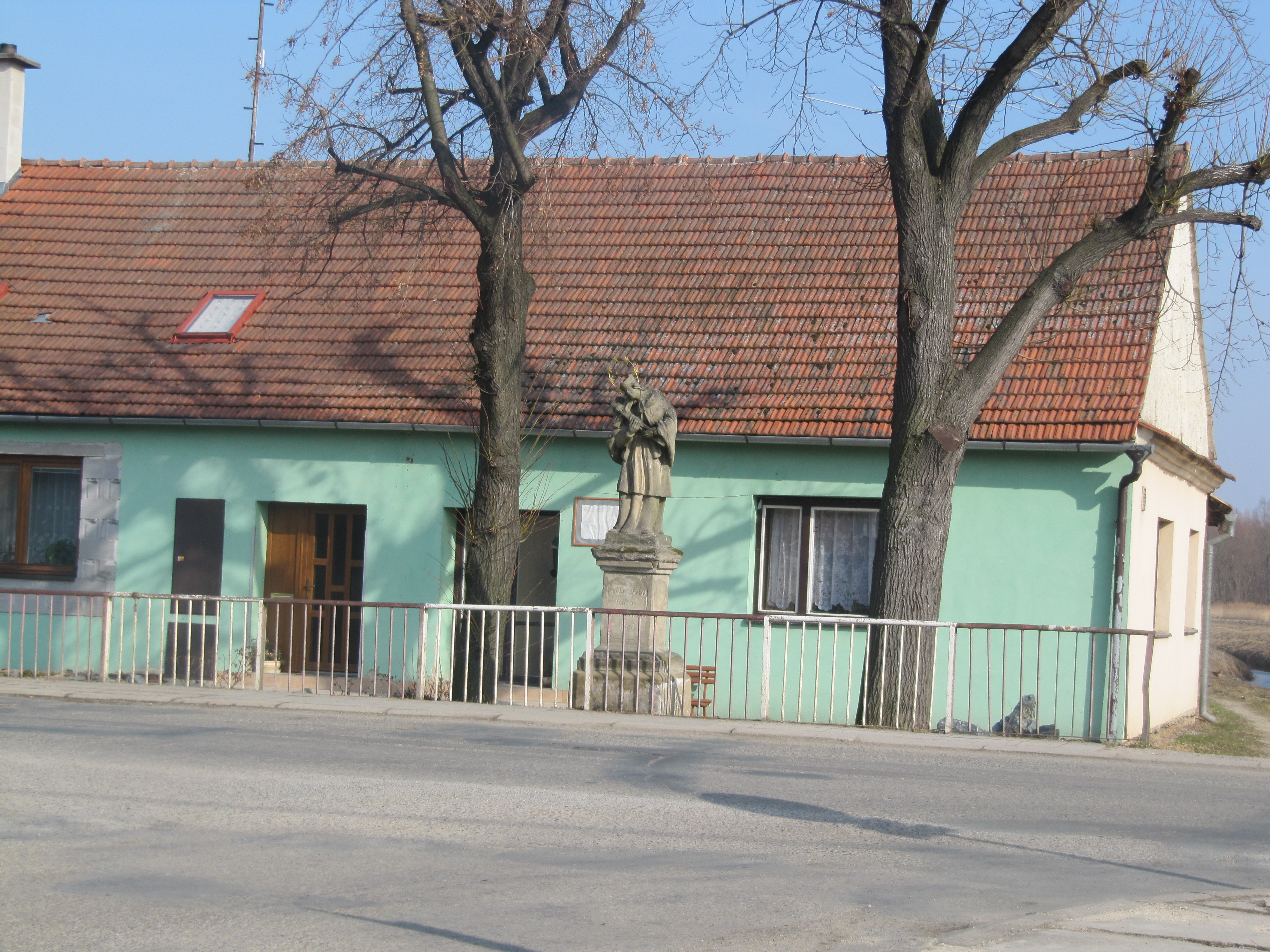
Socha sv. Jana Nepomuckého
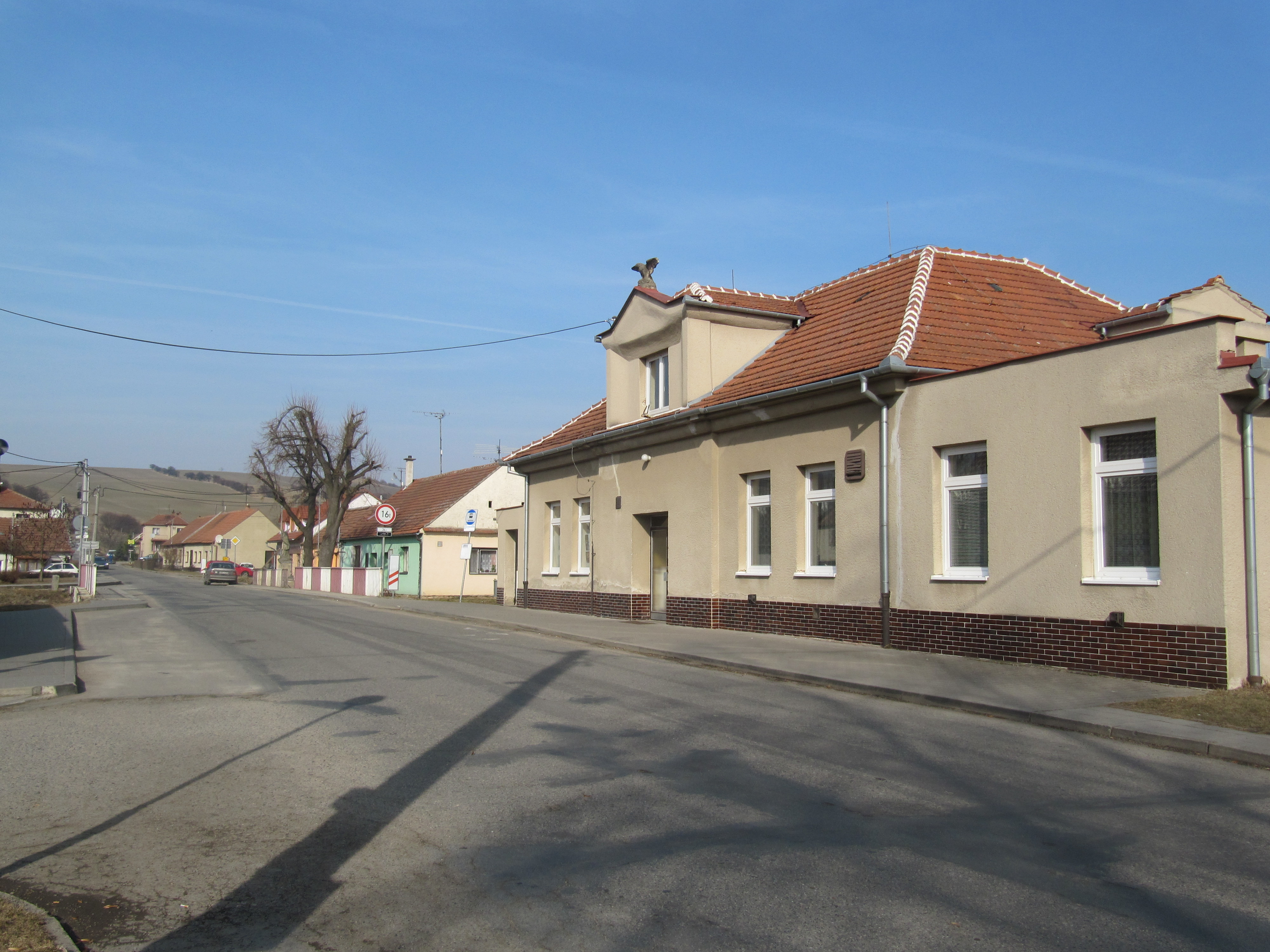
Sokolovna
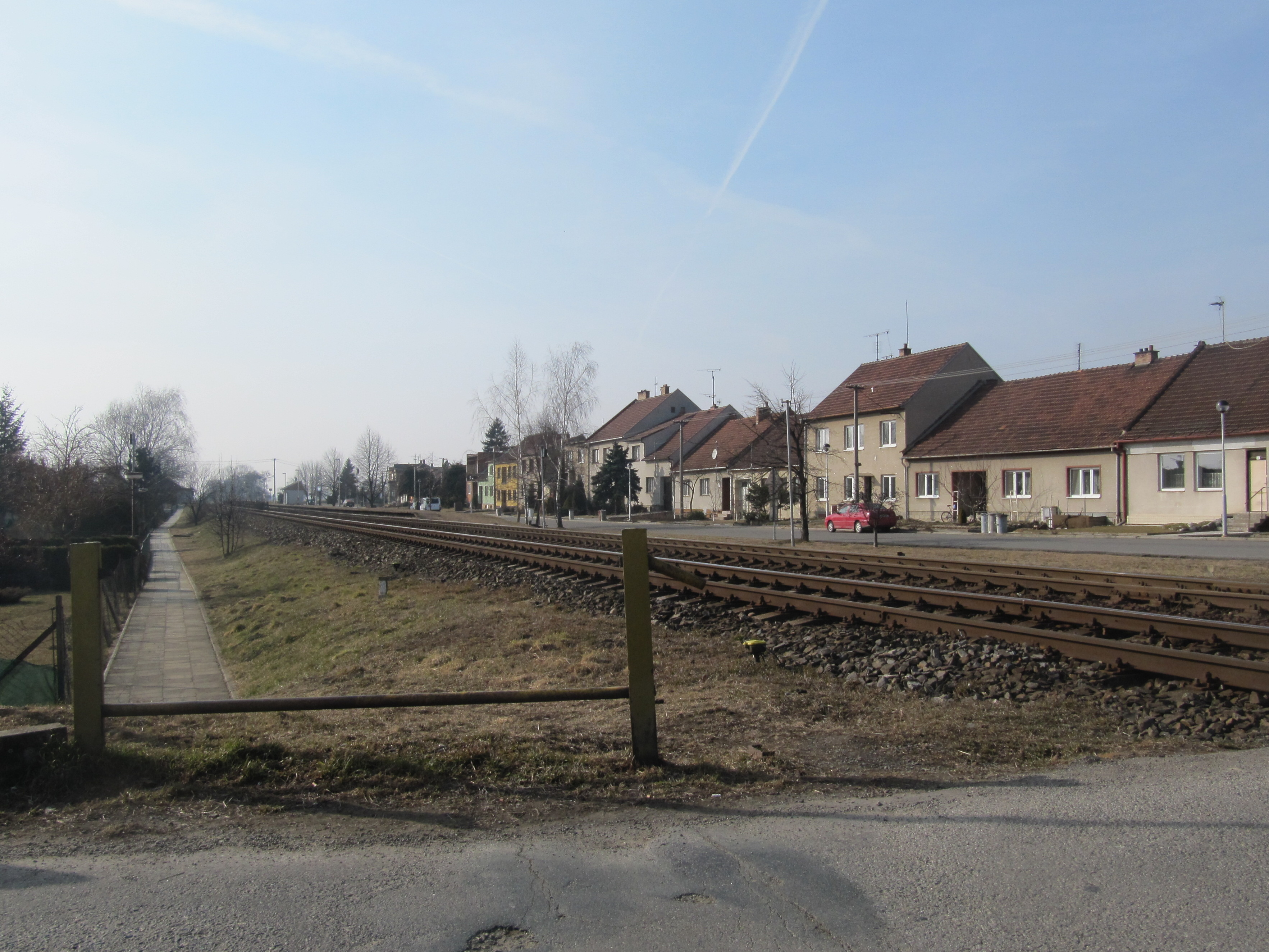
Železniční trať